# XYZ

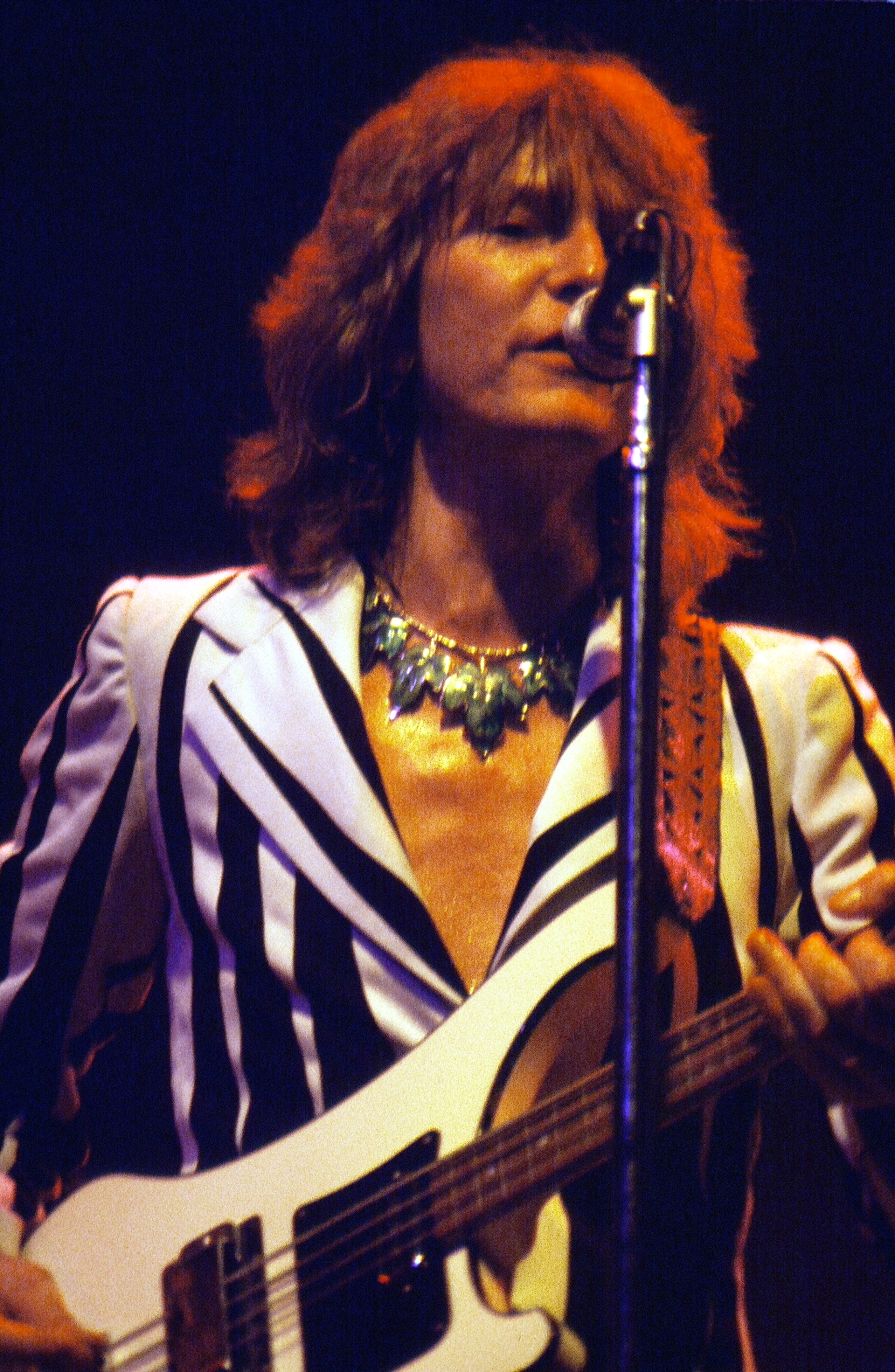
Squire en agosto de 1977

XYZ fue el nombre propuesto para un proyecto musical entre Jimmy Page (exguitarrista de Led Zeppelin) y los exmiembros de Yes Chris Squire y Alan White. El nombre proviene del acrónimo eX-Yes & Zeppelin. Page pensaba que el grupo debía tener un vocalista fuerte, por lo que propuso a su excompañero Robert Plant para el puesto, quien después de un concierto dijo que no estaba de acuerdo con la complejidad del rock progresivo y decidió no unirse al grupo. Con la negativa del vocalista, y los problemas de Page con las drogas, el proyecto fue abandonado al poco de idearse.
A mediados de la década de 1990, varios bootlegs de la banda fueron publicados, grabados originalmente por Chris Squire en Surrey en abril de 1981. Se rumorea que este material fue robado de la casa de Page en Berkshire, en 1987, y consiste de cuatro canciones, de las cuales dos son instrumentales (el riff de una de ellas fue empleado en la canción "Fortune Hunter" de The Firm y el de la otra fue incorporado a "Mind Drive" de Yes), una es una pieza hablada empleada en la canción "Song No. 4" de Yes, y la otra es un tema llamado "And (Do) You Believe It" (o "Can't You See"), grabada por Yes bajo el nombre de "Can You Imagine" en 2001 en el disco Magnification. Es posible que se hayan grabado otras canciones, pero ninguna de ellas ha salido a la luz por el momento.
En octubre de 1981, Trevor Rabin intentó reformar el proyecto, pero tuvo que abandonar su idea debido a la reunión de Yes en 1983.

## Miembros
- Jimmy Page (Led Zeppelin) - Guitarra
- Chris Squire (Yes) - Bajo, teclado y coros
- Alan White (Yes) - Batería

- Datos: Q258931